# Оршуш, Стальвира Степановна
Стальвира Степановна Оршуш (род. 22 апреля 1993, Улан-Удэ) — венгерская (ранее — российская) спортсменка, чемпионка Европы 2018 и 2019 годов, чемпионка и призёр чемпионатов России по вольной борьбе, обладательница Кубка европейских наций, Заслуженный мастер спорта России. Выступает за Республиканскую спортивную школу олимпийского резерва РСШОР (Улан-Удэ) Республика Бурятия. Член сборной команды страны с 2014 года. Участница Олимпийских игр в Токио.

## Биография
Живёт и тренируется в Улан-Удэ (Бурятия) у тренеров Максима Молонова и Е. А. Павлова. Имеет венгерские корни. Член сборной команды страны с 2014 года.
В апреле 2019 года во второй раз стала чемпионкой Европы, победив в финале украинскую спортсменку Лилию Горишну.
Летом 2019 года Стальвира стала бронзовым призёром Европейских игр, проходивших в Минске.
В сентябре 2019 года вошла в состав сборной России для выступления на чемпионате мира в Нур-Султане (Казахстан)
В феврале 2020 года на чемпионате континента в итальянской столице, в весовой категории до 53 кг Стальвира в схватке за бронзовую медаль поборола спортсменку из Польши Катажину Кравчик и завоевала бронзовую медаль чемпионата Европы.
В апреле 2021 года на чемпионате Европы в Польше Стальвира Орушуш в третий раз завоевала золото. В финале она выиграла у польской спортсменки Роксаны Засиной.
6 августа 2021 на Олимпийских играх в Токио выбыла на стадии 1/8 финала, уступив Марии Стадник из Азербайджана.
С февраля 2023 года представляет сборную Венгрии.

## Спортивные результаты
- Чемпионат Европы по борьбе 2021 года — ;
- Чемпионат Европы по борьбе 2019 года — ;
- Чемпионат России по женской борьбе 2019 года — ;
- Чемпионат Европы по борьбе 2018 года — ;
- Чемпионат России по женской борьбе 2018 года — ;
- Чемпионат России по женской борьбе 2017 года — ;
- Чемпионат России по женской борьбе 2016 года — ;
- Гран-при «Александр Медведь» (Минск, февраль 2016 года) — ;
- Чемпионат России по женской борьбе 2015 года — ;
- Кубок России 2014 года — ;
- Чемпионат России по женской борьбе 2014 года — ;
- Кубок европейских наций 2013 года — ;
- Чемпионат России по женской борьбе 2012 года — ;
- Кубок России 2012 года — ;
- Чемпионат России по женской борьбе 2011 года — ;